# Mölln, Herzogtum Lauenburg

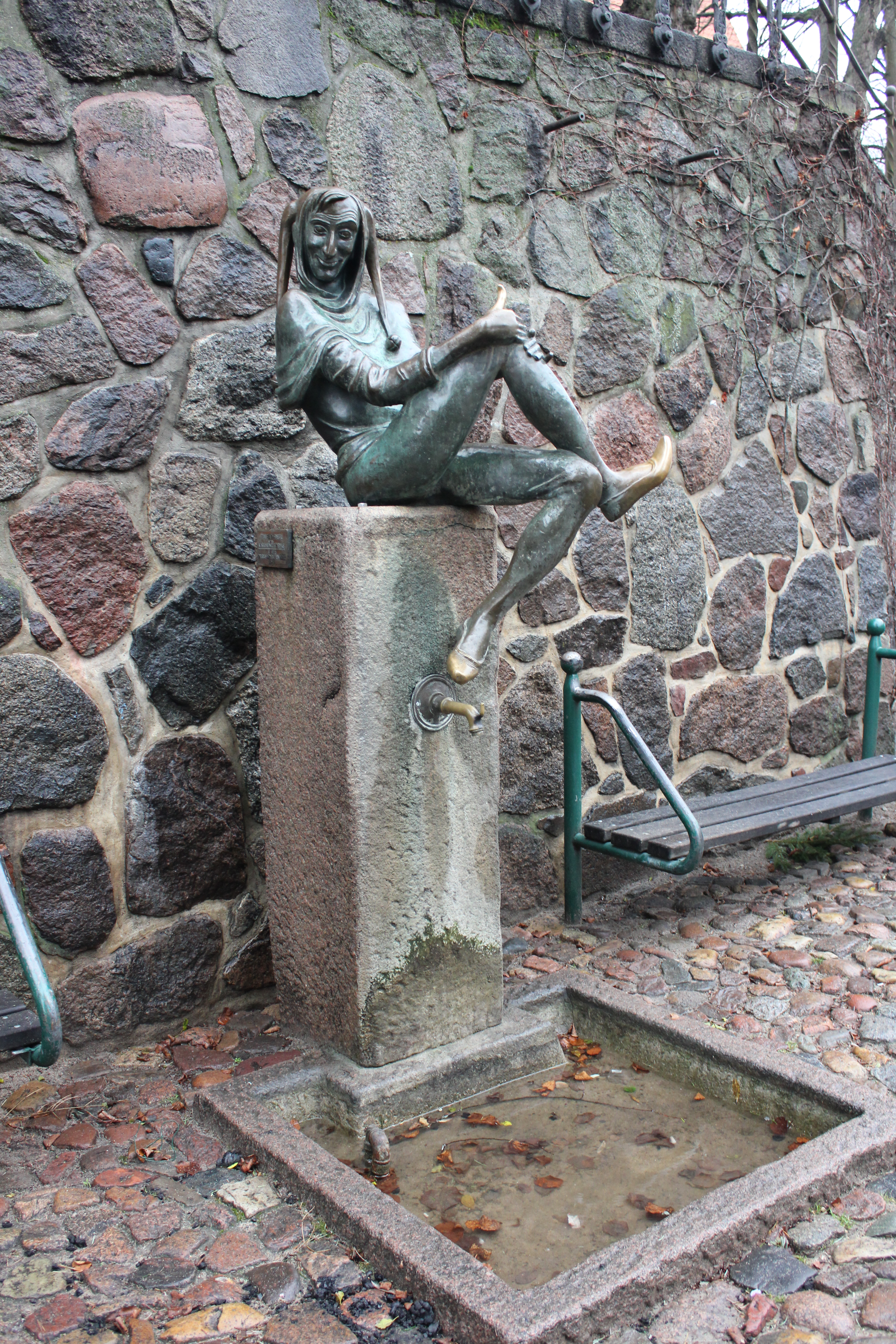
Till Eulenspiegel (Mölln)

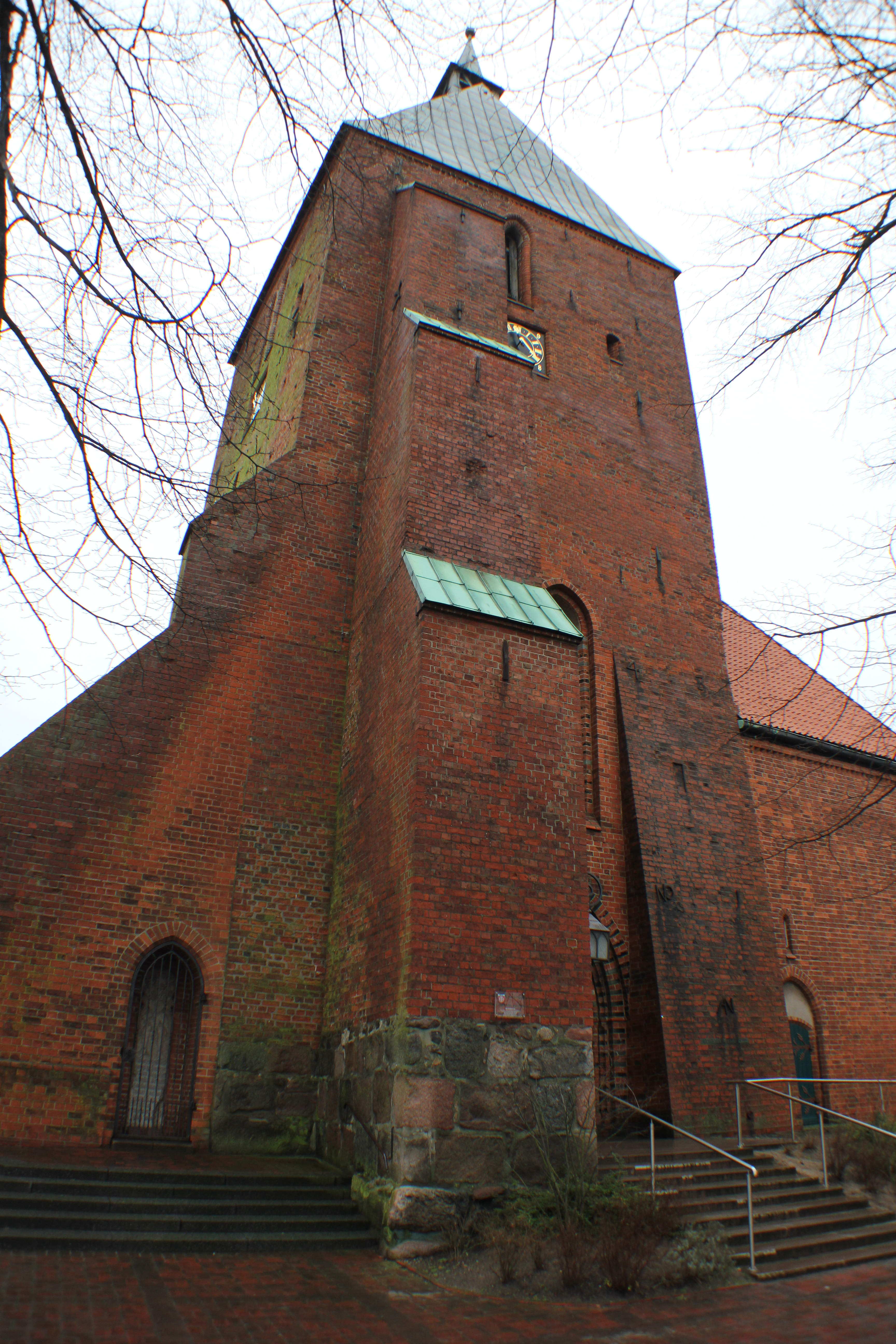
St. Nicolai

Mölln là một thị xã trong bang Schleswig-Holstein, nước Đức. Đô thị Mölln, Herzogtum Lauenburg có diện tích 25,05 km², dân số thời điểm 31 tháng 12 năm 2006 là 18742 người. Đô thị này có nhiều hồ bao quanh (Stadtsee, Schulsee, Ziegelsee, Hegesee, Schmalsee, Lütauer See, Drüsensee, Pinnsee). Kênh đào Elbe-Lübeck chảy qua thị xã. Mölln thuộc huyện Herzogtum Lauenburg.
Thị trấn được lập vào thế kỷ 12 và nhanh chóng có tầm quan trọng do con đường muối cổ, nới muối ăn được sản xuất ở các mỏ muối của Lüneburg (Lower-Saxony) được vận chuyển bằng tàu thủy tới cảng Baltic Lübeck, và kênh đào Stecknitz.